# Fantifa
Fantifa (às vezes referenciado como f_antifa ou f*antifa; uma contração do alemão Feministische Antifa, lit. antifascismo feminista, ou Frauen Antifa, lit. antifascismo feminino) é um termo genérico para movimentos antifascistas centrados nas mulheres como um ramo do movimento feminista. O termo refere-se principalmente a um movimento formal de grupos feministas antifascistas que emergiram dos países de língua alemã em 1985, mas também abrange grupos alemães históricos, como o Rote Frauen und Mädelbund de 1925 (o ramo de mulheres e meninas do Roter Frontkämpferbund) e grupos europeus mais amplos, como o grupo anarco-feminista espanhol Mujeres Libres dos anos 1930, o ramo feminino francês de 1934 do Comitê Mundial Contra a Guerra e o Fascismo e o grupo partidário iugoslavo de 1942 Frente Antifascista Feminina da Iugoslávia.:5 O principal movimento fantifa mantém uma filosofia anarco-comunista e é especificamente uma variante antifascista do anarco-feminismo, como às vezes é representado no uso de uma bandeira roxa e preta com um símbolo derivado daquele do grupo antifa masculino Antifaschistische Aktion.

## História

### Anos 1980 e 1990

Uma variante do símbolo fantifa, exibindo uma bandeira roxa anarco-feminista simbólica do gênero feminino em vez da tradicional bandeira vermelha socialista da Antifaschistische Aktion.

O movimento Fantifa tem suas raízes no movimento antifa da Alemanha Ocidental e nos sentimentos antifascistas de grupos feministas alemães da segunda onda, como o Rote Zora, que enfatizava o desafio anarquista por meio de ações terroristas. Em 1980, Rote Zora emitiu uma declaração instando as feministas a tomar medidas contra todas as formas de opressão, incluindo a imposta pelo Estado. As suas preocupações incluíam a engenharia genética como forma de eugenia e o § 218 da Lei Penal Alemã que limitava o aborto. As críticas feministas negras e judias dos anos 1980 a Rote Zora ao exibir aspectos do feminismo branco coincidiram com o ressentimento das mulheres em relação ao machismo no movimento antifa e levaram à criação da fantifa, começando com uma reunião de mulheres antifa no norte da Alemanha em 1985.:11-14, 18 Como surgiu como uma resposta à política feminista restritiva da segunda onda e se estendeu até a década de 1990, esta era do movimento fantifa pode ser classificada como feminismo de terceira onda.
O termo "fantifa" foi cunhado em 1988, com pequenas reuniões de não mais de quinze pessoas ocorrendo em 1989, que cobriram tópicos incluindo violência contra as mulheres. Após a queda do Muro de Berlim, a primeira reunião nacional da fantifa alemã foi realizada no fim de semana de 20 a 21 de janeiro de 1990, cobrindo os tópicos de lesbofobia, eugenia, movimentos antiaborto e o supracitado parágrafo 218 do código penal alemão. Foi o primeiro encontro da Antifa a contar com creches, para permitir a participação de mulheres com filhos. No final da década de 1990, havia vinte e cinco grupos de fantifa.
A Fantifa inicialmente enfrentou conflitos com homens antifa que viam os grupos de direitos das mulheres como fascistas, percebendo o antagonismo do feminismo em relação ao patriarcado como misandria equivalente ao ódio anti-semita. Mais confusão foi causada pelo exemplo histórico da mulher fascista Sophie Rogge-Börner escrevendo para Adolf Hitler em 1933 para pregar para mulheres que desejavam assumir papéis de gênero mais tradicionalmente masculinos dentro do movimento nazista, mas ela se distanciou do feminismo e as ativistas da fantifa também não a consideravam como parte do movimento, apenas uma fascista em busca de uma androginia dentro do patriarcado. Em meados da década de 1990, um grupo antifa masculino de Hamburgo aceitou a fantifa e promoveu pontos de discussão feministas no contexto do discurso acadêmico da antifa,:23 assim como um jornal esquerdista de Berlim de 1998. No entanto, muito poucos homens mostraram-se solidários nos protestos da fantifa da década de 1990.

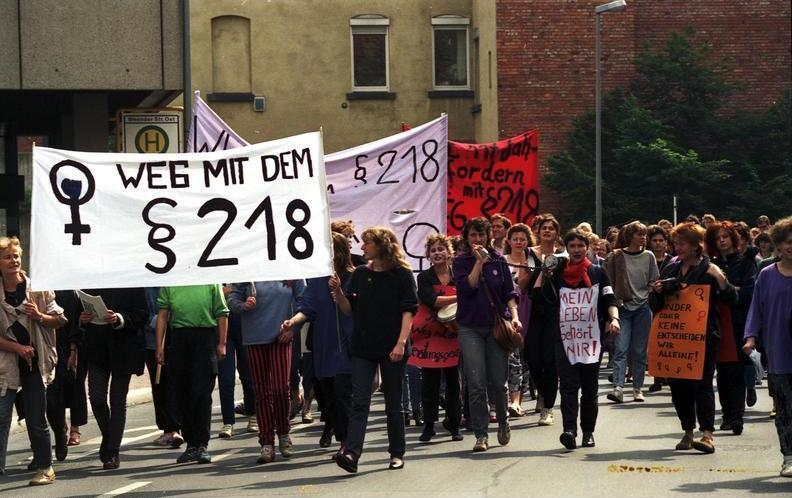
Feministas da Alemanha Ocidental protestando contra as restrições ao aborto em 1988

A discórdia interna sobre como lidar com a intersecção entre racismo e sexismo e se o foco principal da fantifa deveria ser os direitos das lésbicas ameaçou fraturar o movimento desde o início, mas a violência anti-semita em 1992 uniu o movimento contra um inimigo comum: o neonazismo, manifestando-se em grupos como o Partido dos Trabalhadores Alemães Livres. Tal como no principal movimento antifa alemão, a violência antissemita neonazi ao longo da década de 1990 encorajou a fantifa em resposta. O ativismo feminista fantifa da década de 1990 incluiu esforços antipornografia, distribuição de panfletos para defender o fechamento de sex shops e encorajar os homens a não verem pornografia, bem como protestar contra movimentos antiaborto, apoiar o movimento antinuclear e manifestar-se no Dia Internacional da Mulher.:23-27, 30
Outra reunião nacional de fantifa na Alemanha foi realizada em Berlim em 1999,:111mas o movimento perdeu força depois disso. Em 2000, um membro da fantifa acusou um homem antifa de estuprá-la em 1998. As consequências resultantes causaram uma divisão nos grupos antifa masculinos, quer optando por abraçar o feminismo como uma causa digna, quer negando-o como relevante para o antifascismo. A fantifa diminuiu depois disso por vários motivos,:35 mas ressurgiu na década de 2010.

### Século XXI

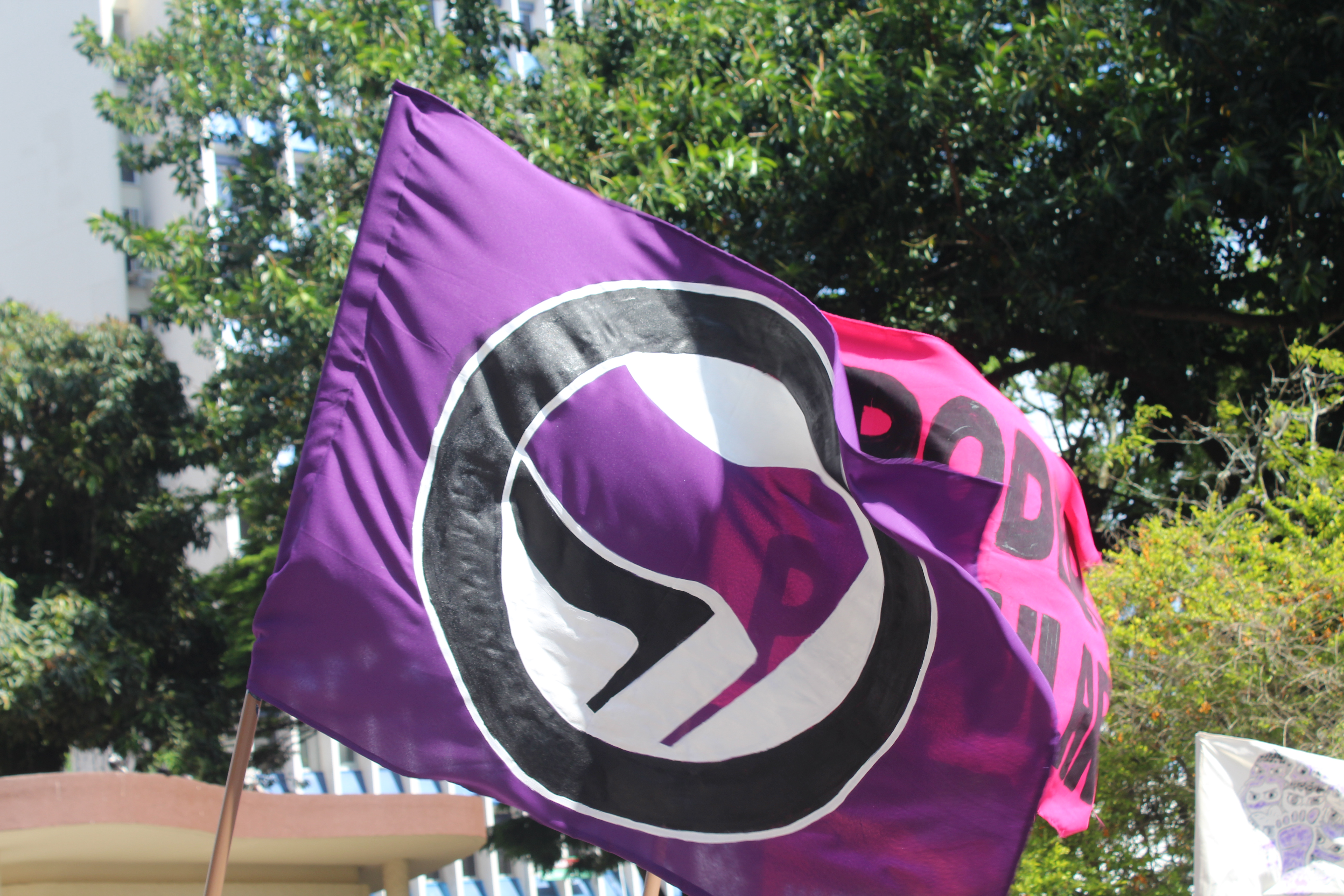
Uma bandeira fantifa é hasteada em 2018

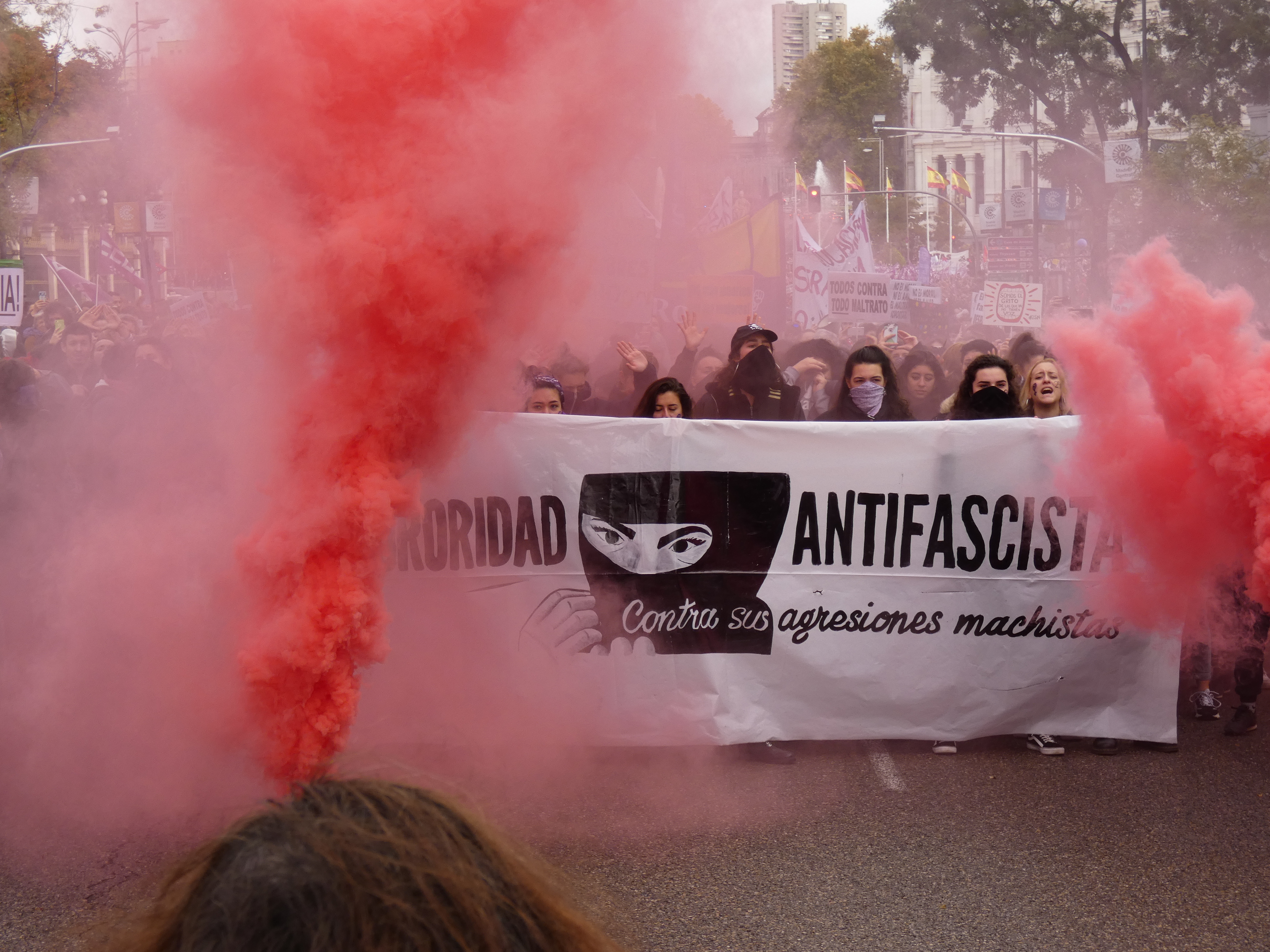
Um protesto antifascista de feministas em Madrid, em novembro de 2018

O movimento geral antifa alemão fraturou-se em 2001, fragmentando-se em grupos antinacionalistas concorrentes. Após os ataques de 11 de Setembro, os movimentos de extrema-esquerda voltaram cada vez mais a sua agressão para outros movimentos de esquerda, em vez de considerarem a ameaça do neonazismo suficientemente importante para ser alvo ativo. Os grupos Antifa perderam a relevância percebida e a fantifa também caiu na obscuridade.:111
Simultaneamente, a fantifa da década de 1990 não poderia continuar na mesma forma até os anos 2000 devido à natureza mutável do feminismo. A influência de Judith Butler perturbou a política feminista radical do feminismo alemão.:112-3 Quando a fantifa foi revivida, o feminismo estava em transição da sua terceira para a quarta onda e a fantifa incorporou a ideologia feminista queer como parte desta mudança.
Em 2016, fantifa participou de um esforço estudantil da Goethe University Frankfurt para agregar denúncias de abusos cometidos por "artistas da pegação". Em 2017, a fantifa era celebrada entre os cantos comuns de protesto feminista alemão com o canto inglês/alemão, "High kick, low kick, Fantifa; Feminismus schalala!" ("feminism sha la la"). Após a eleição brasileira de Jair Bolsonaro em 2018, a bandeira da fantifa foi hasteada como parte do movimento Ele Não. Em 2020, ativistas da fantifa realizaram vários atos destrutivos, mas não violentos, de vandalismo, como jogar uma bomba fedorenta em um estúdio de tatuagem neonazista.
À medida que a extrema direita alemã viu aumentar a popularidade com a fundação da Alternativa para a Alemanha, houve um aumento correspondente no sentimento antifeminista. A Fantifa tornou-se mais relevante, incentivando a atividade de protesto da fantifa em resposta à violência homofóbica e transfóbica de grande repercussão que as feministas associam à misoginia.

## Teoria e ideologia

### Tratamento do fascismo
A teoria fantifa aborda o fascismo em seu aspecto de movimento antifeminista. O fascismo é analisado como um fenômeno que abrange os papéis de gênero masculino e feminino e a teoria fantifa discute os papéis das mulheres fascistas (bem como as relações de gênero no movimento antifascista). Embora algumas feministas sejam tendenciosas pelo antagonismo aos homens que possam caracterizar o fascismo como equivalente à forma como todos os homens são vistos como demonstrando traços dominadores e agressivos, as teóricas fantifa acreditam que o único modo efetivo de abordar o fascismo como um movimento antifeminista requer uma dissolução completa dos conflitos de gênero e opõem-se a esta perspectiva. A fantifa rejeita a opinião de que as mulheres são demasiado pacíficas por natureza para participarem em movimentos agressivos, tanto da própria antifa como do fascismo, e pressiona por uma compreensão mais inclusiva de ambos para reconhecer o papel das mulheres dentro deles.:6-7
Uma brochura fantifa de 1989 descreve o fascismo como uma instituição baseada na agressão patriarcal. Sugere que o fascismo não poderia existir sem a sociedade já abraçar o patriarcado e encoraja os membros da antifa a abraçar o movimento feminista para atingir uma causa raiz do fascismo. Membros do grupo fantifa com sede em Bonn, Fantifa Bonn, identificaram o ativista antiaborto Dr. Ferdinand Oeter como um ex-nazista, aparentemente tentando reforçar a reprodução de cidadãos alemães brancos como um exercício de eugenia e semear a cultura com valores que apoiariam um retorno à fascismo, tendo anteriormente feito uma declaração em 1937 indicando a importância de manter as mulheres em papéis tradicionais de gênero como mães e donas de casa para resgatar uma branquitude essencial e moribunda e reforçar o nazismo cultural.:32 Oeter era membro da Deutsche Liga für das Kind (Liga Alemã para as Crianças), um grupo antifeminista que fazia parte de um movimento que lutava por um subsídio estatal para que as mulheres se tornassem mães que ficam em casa. A campanha foi explicitamente derivada das políticas nazis, trazidas para os dias modernos pelo antigo eugenista nazi Friedrich Burgdörfer, e Oeter contribuiu com a narrativa de que a Alemanha Ocidental seguir este caminho levaria ao crescimento econômico. Este esforço passou despercebido aos movimentos antifa masculinos como uma questão preocupante antes que a fantifa chamasse a atenção para ele. :31

### Relação com outras ideologias
Embora enraizada na teoria feminista radical, o foco da fantifa na oposição ao fascismo geralmente a impede de abraçar variantes conservadoras do feminismo. Particularmente, a perseguição de homossexuais na Alemanha nazista e o ataque neonazista a pessoas transgênero e intersexuais influenciam a fantifa a rejeitar o feminismo trans-excludente. Um dos primeiros focos da fantifa foi o movimento pelos direitos das lésbicas, chamando a atenção para a perseguição nazista às lésbicas como relevante para a antifa, e mantém um forte elemento de defesa LGBT.:7 Os membros da Fantifa podem usar especificamente a sigla FLTI (Frauen, que significa Mulheres; Lésbicas, Transexuais e Intersexuais) como um único grupo que procuram elevar. A fantifa abraça o feminismo interseccional e se opõe a formas de feminismo que reproduzem a opressão contra grupos marginalizados.
O movimento fantifa tem tensões internas. A fantifa inicial foi marcada por tensões de separatismo lésbico que criticavam o envolvimento com grupos antifa masculinos, mas isso acabou dando lugar à cooperação entre os gêneros, embora nem sempre permitindo que homens cisgêneros participassem de alguns grupos de fantifa. Tal como é partilhado pelo grande movimento antifa na Alemanha, há controvérsia sobre a forma como o conflito israelo-palestiniano foi tratado, com alguns grupos fantifa, como o Antifaschistischer Frauenblock Leipzig, vendo o apoio a Israel como antifascista, enquanto outros vêem Israel como um estado fascista cuja oposição faz parte da causa antifascista.

### Relação com grupos antifa masculinos
A fantifa traz um olhar crítico sobre as relações de gênero dentro dos movimentos antifa. Embora os homens antifa possam se opor intelectualmente ao sexismo, eles também podem exibir um comportamento sexista inconsciente. As mulheres podem muitas vezes sentir-se marginalizadas e não levadas a sério nos grupos antifa centrados nos homens e procurar alívio nos grupos de mulheres. As mulheres também podem não receber uma educação adequada sobre a cultura e práticas antifa quanto os homens antifa que as aprendem quando jovens em grupos antifa. Outro foco das críticas da fantifa é como a antifa masculina pode abrigar predadores sexuais como um aspecto da cultura do estupro, como foi demonstrado em um escândalo de estupro em 2000.
Uma manifestação provocativa no início da década de 1990 afirmou que os homens da Antifa que se recusam a criticar o patriarcado, na verdade, apoiam o fascismo ao abraçarem implicitamente a dominação masculina e as mulheres da Antifa seriam incapazes de confiar neles. Uma mudança significativa que a fantifa trouxe à antifa foi pressionar pela ampla disponibilidade de creches nas reuniões da antifa, sem as quais as mulheres com filhos muitas vezes não podiam participar.:22
Em contraste com os movimentos antifa masculinos que favorecem técnicas violentas de ação direta de socos em neonazistas em confrontos diretos, as ativistas fantifa muitas vezes acreditam que isso é demonstração de uma masculinidade tóxica desprezível, ineficiente para resolver o problema social mais amplo do nazismo como um fenômeno, e não deve ser realizado em casos onde a violência pode ser evitada. Para se preparar para casos em que a violência é inevitável, a fantifa promove que as mulheres aprendam habilidades de autodefesa, como o Wen-Do, mas enfatiza não dar o primeiro golpe. Ativistas treinadas em Wen-Do ou artes marciais similares fornecem uma linha de defesa para proteger manifestantes não treinados da agressão neonazista e participam de patrulhas urbanas para proteger mulheres nas ruas que, de outra forma, poderiam sofrer agressão sexual ou outra violência nas mãos de homens. A fantifa critica os homens da Antifa que empregam a violência de primeiro ataque contra as mulheres neonazis, muitas vezes vendo-a como uma forma de violência contra as mulheres, quando não empreendida apenas como autodefesa.:26 No entanto, a fantifa envolve-se na destruição de propriedade sob a compreensão de que uma ação não é violenta se ninguém for ferido.